# Ballad of Easy Rider
| Recensione                    | Giudizio     |
| ----------------------------- | ------------ |
| Allmusic                      | [ 1 ]        |
| Robert Christgau              | B+           |
| Encyclopedia of Popular Music | [ 3 ]        |
| Rolling Stone                 | (favorevole) |
| Blender                       | [ 5 ]        |
| Piero Scaruffi                | 6/10         |

Ballad of Easy Rider (1969) è il nono album del gruppo folk rock statunitense The Byrds, pubblicato il 10 novembre 1969 su etichetta Columbia Records.

## Descrizione
La title track dell'album è l'omonima canzone Ballad of Easy Rider, scritta dal chitarrista e cantante dei Byrds Roger McGuinn (con un piccolo aiuto di Bob Dylan), come theme song per il film Easy Rider - Libertà e paura del 1969. Il titolo fu scelto anche per capitalizzare sulla popolarità del film, sebbene la maggior parte del materiale incluso nell'album non abbia nulla a che fare con esso. Tuttavia, l'apparente connessione a Easy Rider contribuì all'aumento del profilo pubblico dei Byrds e fece ottenere a Ballad of Easy Rider il miglior piazzamento in classifica negli Stati Uniti di un disco della band in due anni.
L'album raggiunse la posizione numero 36 nella classifica Billboard Top LPs e la numero 41 nella UK Albums Chart. La title track fu pubblicata come singolo anticipatore dell'album nell'ottobre 1969, riscuotendo un successo moderato nella Billboard Hot 100. Un secondo singolo estratto dall'album, Jesus Is Just Alright, fu pubblicato nel dicembre 1969, ma riuscì solo a raggiungere la posizione numero 97 della Billboard Hot 100.
Il disco fu il secondo ad essere inciso dai Byrds nella formazione costituita da Roger McGuinn, Clarence White, Gene Parsons e John York, anche se York sarebbe stato licenziato poco tempo dopo il completamento dell'album. Alla sua pubblicazione, Ballad of Easy Rider fu accolto da recensioni miste, ma in retrospettiva è oggi considerato uno degli album migliori della band.

## Tracce

### Edizione originale in vinile

#### Lato A
1. Ballad of Easy Rider – 2:05 - (Roger McGuinn)
2. Fido – 2:42 - (John York)
3. Oil in My Lamp – 3:16 - (trad. arr. Roger McGuinn/Chris Hillman)
4. Tulsa County Blue – 2:50 - (Pamela Polland)
5. Jack Tarr the Sailor – 3:33 - (trad. arr. Roger McGuinn)

#### Lato B
1. Jesus Is Just Alright – 2:12 - (Arthur Reynolds)
2. It's All Over Now, Baby Blue – 4:56 - (Bob Dylan)
3. There Must Be Someone (I Can Turn To) – 3:30 - (Vern Gosdin/C. Gosdin/Rex Gosdin)
4. Gunga Din – 3:05 - (Gene Parsons)
5. Deportee (Plane Wreck at Los Gatos) – 3:49 - (Woody Guthrie/Martin Hoffman)
6. Armstrong, Aldrin and Collins – 1:41 - (Zeke Manners/S. Seely)

### Edizione rimasterizzata in CD (1997)
1. Ballad of Easy Rider – 2:00 - (Roger McGuinn)
2. Fido – 2:40 - (John York)
3. Oil in My Lamp – 3:13 - (trad. arr. Roger McGuinn/Chris Hillman)
4. Tulsa County Blue – 2:49 - (Pamela Polland)
5. Jack Tarr the Sailor – 3:31 - (trad. arr. Roger McGuinn)
6. Jesus Is Just Alright – 2:10 - (Arthur Reynolds)
7. It's All Over Now, Baby Blue – 4:53 - (Bob Dylan)
8. There Must Be Someone (I Can Turn To) – 3:29 - (Vern Gosdin/C. Gosdin/Rex Gosdin)
9. Gunga Din – 3:03 - (Gene Parsons)
10. Deportee (Plane Wreck at Los Gatos) – 3:50 - (Woody Guthrie/Martin Hoffman)
11. Armstrong, Aldrin and Collins – 1:41 - (Zeke Manners/S. Seely)

#### Bonus tracks
1. Way Beyond the Sun – 2:56 - (trad. arr. McGuinn)
2. Mae Jean Goes to Hollywood – 2:44 - (Jackson Browne)
3. Oil in My Lamp – 2:02 - (trad. arr. Roger McGuinn/Chris Hillman)
4. Tulsa County – 3:39 - (Pamela Polland)
5. Fiddler a Dram (Moog Experiment) – 3:10 - (trad. arr. McGuinn)
6. Ballad of Easy Rider – 2:26 - (Roger McGuinn)
7. Build It Up – 5:34 - (Clarence White/Gene Parsons)

## Formazione
The Byrds
- Roger McGuinn – chitarra, voce
- Clarence White – chitarra, voce
- John York – basso, voce
- Gene Parsons – batteria, chitarra, banjo, voce

Musicisti aggiuntivi
- Byron Berline – violino in Tulsa County Blue
- Glen D. Hardin – organo in Gunga Din
- Terry Melcher – cori in It's All Over Now, Baby Blue